# Agua Dulce (Messico)
Agua Dulce è una municipalità dello stato di Veracruz, nel Messico centrale, il cui capoluogo è la località omonima.
Conta 46.010 abitanti (2010) e ha una estensione di 372,03 km². 	 	
Il significato del nome della località in lingua nahuatl è  .